# Dounia Bouzar
Pour les articles homonymes, voir Bouzar.
Dounia Bouzar, née Dominique Bouzar le 9 février 1964 à Grenoble, est une anthropologue française.
Elle fonde en avril 2014 l'association Centre de prévention des dérives sectaires liées à l'Islam, qu'elle préside jusqu'en 2016. Elle fonde et dirige depuis 2008 le cabinet de conseil Bouzar Expertise, puis dirige l'association Entre 2 et ouvre un cabinet de thérapie.

## Biographie
Elle naît d'un père algérien et d'une mère française d'origine corse. Elle cumule « des origines marocaines, algériennes, corses et italiennes ». Plus tard elle déclare être « tombée amoureuse de la religion musulmane » et se convertit à cette religion.

### Études
Elle interrompt ses études secondaires. Après la naissance de sa première fille, elle passe et valide l'examen spécial d'accès aux études universitaires afin de pouvoir se présenter au concours d’éducatrice de la Protection judiciaire de la jeunesse (PJJ) en 1991. Après deux ans de formation initiale régionale au CRF Lyon (Saint Genis les Ollières), elle est titularisée et affectée comme éducatrice PJJ au foyer d'action éducative de Tourcoing.
Elle décide ensuite de reprendre ses études en 1999 à l'université Lille-III.
Elle obtient une Licence de Sciences de l'Éducation par validation des acquis de l'expérience, puis prépare une Maîtrise de Sciences de l'Éducation ; son mémoire, L'Islam des banlieues, est ensuite publié en octobre 2001 aux éditions La Martinière.
Elle s'inscrit ensuite en  développement urbain et en intégration européenne à l'université Paris-Est-Marne-la-Vallée et enfin a soutenu une thèse sur l'islam politique chez les musulmans nés en France à l'université Paris-VIII avec mention (2006). Son président de jury est Olivier Roy et son directeur de thèse Pierre Bonte.
Docteure en anthropologie, spécialisée dans l'« analyse du fait religieux », elle publie de nombreux articles, livres, essais et tribunes scientifiques dans divers médias et maisons d'éditions.

### Carrière professionnelle
D'abord éducatrice d'hébergement puis en centre de jour, elle est ensuite chargée d’études « laïcité » à la Protection judiciaire de la jeunesse (ministère de la Justice) de 1991 à 2009 (dont deux ans de formation initiale, plusieurs années sur le terrain). Elle siège au Conseil français du culte musulman de 2003 à 2005 en tant que personnalité qualifiée, nommée par Nicolas Sarkozy. Elle en démissionne en raison de son désaccord avec la politisation de cette instance,,.
Lorsqu’elle est éducatrice, Dounia Bouzar crée une association (Le Théâtre du Lien) en partenariat avec la PJJ dans le cadre d’un contrat local de Sécurité pour réinsérer les jeunes par l’intermédiaire d’échanges culturels avec l’international. En 1998, le spectacle amateur L’Île de Toléna, mis en scène par Abdel Baraka, co-écrit avec les jeunes, représente la métropole au festival de la célébration des 150 ans de l’abolition de l’esclavage à l’île de la Réunion.
Elle est auditrice à l’Institut des hautes études de Défense nationale depuis 2005 (58e session) et est élue « héros européen » par Time Magazine pour son travail novateur sur l'islam la même année.
Elle est nommée chevalier de l’Ordre des Palmes académiques en 2009, et reçoit en 2006 et en 2011 des prix de l’Académie des sciences morales et politiques pour ses livres Quelle éducation face au radicalisme religieux ? et Laïcité, mode d’emploi.
Elle crée en 2012 avec sa fille Lylia Bouzar (nom d'emprunt pour des raisons de sécurité), un cabinet spécialisé dans l'application de la laïcité et la gestion des convictions, qui intervient auprès des entreprises, des institutions et des élus : Bouzar Expertises. Lylia Bouzar reprend en 2011 un master spécialisé en droit du travail[réf. nécessaire].
Le 22 septembre 2013, le Premier ministre Jean-Marc Ayrault la nomme à l'Observatoire de la laïcité, en remplacement de Rose-Marie Van Lerberghe, démissionnaire.
À la suite de la publication de Désamorcer l'islam radical. Ces dérives sectaires qui défigurent l’islam, Dounia Bouzar est contactée par de nombreuses familles dont les enfants ont été embrigadés pour partir en Syrie et elle crée avec d'autres experts une association, le Centre de prévention des dérives sectaires liées à l'Islam (CPDSI). Le président de l'Observatoire de la laïcité, Jean-Louis Bianco, lui remet la médaille de chevalier de la Légion d'honneur le 12 décembre 2014.
En 2015, l'ouvrage de Dounia Bouzar Comment sortir de l'emprise "djihadiste" ? remporte le Prix de l'essai 2015 décerné par l'hebdomadaire L'Express. À partir d'octobre[Quand ?], Dounia Bouzar retourne à son cœur de métier : la recherche et la formation des professionnels, à partir de son cabinet créé en 2012 avec ses filles.

### Polémique Farid Benyettou
En octobre 2016, elle salarie Farid Benyettou dans son centre de déradicalisation. Jugé en 2005 avec les frères Kouachi dans le cadre du procès Filière des Buttes-Chaumont, il sort de prison en 2009 en affirmant avoir rompu avec l'intégrisme, condamnant notamment les crimes de Mohammed Merah en 2012. Infirmier en formation au moment des attentats de janvier 2015 commis par ses anciens amis, il possède un profil qui suscite la suspicion de ses anciens collègues à la Pitié-Salpêtrière. Toutefois Dounia Bouzar loue son efficacité pour déradicaliser les profils les plus durs admis dans son centre. Patrick Pelloux assimile l'engagement de Benyettou par Bouzar à une injure et ajoute que « Benyettou qui fait de la déradicalisation, c'est comme si on demandait à une marque de cigarettes de se charger des campagnes antitabac! ».
Le 22 novembre 2016, les agents chargés de la sécurité de Dounia Bouzar évoquent des tensions avec elle,. Ils s’inquiètent notamment de la connaissance que va acquérir Farid Benyettou de leurs méthodes de sécurisation des personnalités[réf. nécessaire].
Le 9 janvier 2017, la sénatrice Nathalie Goulet déclare : « Nous saisissons le CSA après les passages promotionnels totalement indécents et scandaleux du mentor des frères Kouachi Farid Benyettou » qui a publié le livre  Mon djihad, itinéraire d'un repenti, fruit d'entretiens accordés à Dounia Bouzar. L'Association française des victimes du terrorisme et l'Association Onze Janvier critiquent une « réhabilitation à peine déguisée » de Farid Benyettou et condamnent « l'instrumentalisation des dates commémoratives », son passage dans l'émission Salut les Terriens ! ayant lieu deux ans jour pour jour après l'attentat contre Charlie Hebdo.

### Désaccord avec le gouvernement sur la déchéance de nationalité
Le 11 février 2016, Dounia Bouzar, en sa qualité de directrice du CPDSI, émet un communiqué de presse qui précise qu'elle n'accepte pas de renouveler son mandat d'équipe mobile d'intervention, pour une seconde année, en réaction au maintien de la déchéance de nationalité. Elle y écrit notamment : « Va-t-on recommencer à relier l’origine ethnique des individus au processus de radicalisation ? Va-t-on réellement assister dans les prochains mois à une essentialisation de l’islam faisant de chaque musulman un potentiel terroriste et laissant passer au travers des dispositifs tous les autres ? Nous ne pouvons partager un postulat que nous combattons depuis 15 ans. C’est pour lutter contre l’amalgame entre musulmans et radicaux que nous avions conçu les indicateurs d’alerte, qui reposent sur des comportements de rupture et non pas sur la pratique ou l’apparence religieuse. L’amalgame renforce toujours les radicaux. »
Cette position avait déjà quelque peu été exprimée dans une tribune de Dounia Bouzar dans le journal Le Monde.
De nombreux articles de médias nationaux couvrent cette annonce de refus de renouvellement tacite d'avril 2016 à avril 2017, tels que Le Monde, Libération, Saphirnews, Le JDD, etc.
Dounia Bouzar déclare que le CPDSI terminera sa mission actuelle, jusqu'à fin avril 2016, avec sérieux et professionnalisme, pour finir de transmettre méthode et postures professionnelles aux préfectures[réf. nécessaire].
Elle fonde en 2016 l'association l'Entre 2 dont elle demeure fin 2022 la présidente.
En 2022, elle tient un cabinet de thérapie, spécialisé dans les « Problématiques adolescentes & familiales ».

## Filmographie
En 2016, Dounia Bouzar accepte que la réalisatrice Marie-Castille Mention-Schaar s'intègre à son équipe et assiste à toutes les séances pendant trois mois. Marie-Castille Mention-Schaar s'est inspirée de cette expérience professionnelle et des livres Ils cherchent le paradis, ils ont trouvé l'enfer et La Vie après Daesh pour réaliser le film Le ciel attendra, pour lequel Dounia Bouzar est consultante et où elle joue son propre rôle,.
Le film Le ciel attendra traite de l'embrigadement des filles, notamment par Internet, et du rôle fondamental des parents, qui ont participé à la recherche-action qui a conduit à la méthode expérimentale de déradicalisation de Dounia Bouzar.

## Vie personnelle et familiale
Dounia Bouzar (Mahfoudi de son nom d'épouse) travaille avec ses deux filles, Lylia et Laura Bouzar. Laura travaille au CPDSI en tant que cheffe d'équipe. Lylia dirige le cabinet co-fondé en 2008 et y travaille à temps plein en tant que gérante non salariée. Elle est également présidente bénévole du CPDSI (élue par l'Assemblée constituante du CPDSI en avril 2014) aux côtés d'un conseil d'administration administrant l'association selon les règles en vigueur, accompagnée d'un expert comptable et d'un commissaire aux comptes assermenté auprès du ministère de la Justice, élu pour trois ans. Cette fonction engage sa responsabilité pénale en cas de difficultés ou d'infractions, comme tout dirigeant associatif. Elle ne perçoit aucune rémunération, conformément à la loi sur les associations de type Loi 1901.
Dounia Bouzar révèle en 2015, dans son ouvrage La Vie après Daesh qu'elle a échappé à un mari musulman extrêmement violent au travers de son personnage Nadia et fait vivre le lecteur au rythme de la vie du CPDSI. Elle précise lors d'une interview (dans L'Émission à voix nue du 14 juin 2016 sur France Culture) que c'est à l'occasion de cette histoire qu'elle a décidé d'étudier l'islam ; elle déclare être tombée amoureuse de cette religion, ce qui l'a conduite à se convertir.

## Ouvrages
- 1994 : Et ici et là-bas, préf. Maryse Vaillant (dir.), Centre national de formation et d'études de la protection judiciaire de la jeunesse, 103 p.  (ISBN 2-1108-7250-0)
- 2001 : L'islam des banlieues : Les prédicateurs musulmans, nouveaux travailleurs sociaux ?, Syros, coll. « Alternatives sociales », 181 p.  (ISBN 2-84146-990-5)
- 2002 : À la fois française et musulmane, ill. Sylvia Bataille, La Martinière jeunesse, coll. « Oxygène », 103 p.  (ISBN 2-7324-2830-2)
- 2003 : Être musulman aujourd'hui, ill. Frédéric Rébéna, La Martinière jeunesse, coll. « Hydrogène », 109 p.  (ISBN 2-7324-2957-0)
- 2003 : L'une voilée, l'autre pas, avec Saïda Kada, Albin Michel, 213 p.  (ISBN 2-226-13805-6)
- 2004 : Le voile, que cache-t-il ?, avec Alain Houziaux (dir.), Jean Baubérot et Jacqueline Costa-Lascoux, Éditions de l'Atelier-Éditions ouvrières, coll. « Questions de vie », 119 p.  (ISBN 2-7082-3771-3)
- 2005 : Ça suffit !, Denoël, coll. « Indigne », 124 p.  (ISBN 2-207-25720-7)
- 2006 : Quelle éducation face au radicalisme religieux ?, préf. Michel Duvette, Dunod, coll. « Enfances / Protection de l'enfance », 250 p.,  (ISBN 2-10-007285-4) : issu d'une recherche-action menée par le département Recherche-études-développement du Centre national de formation et d'études de la protection judiciaire de la jeunesse
- 2006 : Thèse de doctorat : L'Importance de l'expérience citoyenne dans le parcours des musulmans nés en France sensibles au discours de l'islam politique, avec Pierre Bonte et Olivier Roy (dir.), université Paris-VIII .
- 2007 : Être musulman aujourd'hui, ill. Frédéric Rébéna et Judith Gueyfier, La Martinière jeunesse, coll. « Hydrogène », 105 p.  (ISBN 978-2-7324-3646-3)
- 2007 : L'intégrisme, l'islam et nous, Clara Dupont-Monod (dir.), Plon, 151 p.  (ISBN 2-259-20696-4)
- 2008 : Allah, mon boss et moi, Dynamique diversité, 120 p.  (ISBN 978-2-9531429-0-7)
- 2009 : Allah a-t-il sa place dans l'entreprise ?, avec Lylia Bouzar, Albin Michel, 215 p.  (ISBN 978-2-226-19324-7)
- 2009 : La République ou la burqa : Les services publics face à l'islam manipulé, avec Lylia Bouzar, Albin Michel, 199 p.  (ISBN 978-2-226-19599-9)
- 2010 : Laïcité, mode d'emploi : Cadre légal et solutions pratiques, 42 études de cas, Eyrolles, 175 p.  (ISBN 978-2-212-54775-7)
- 2013 : Combattre le harcèlement au travail et décrypter les mécanismes de discrimination, à partir de l'expérience pionnière de Disneyland Paris, avec Lylia Bouzar, Albin Michel.
- 2014 : Désamorcer l'islam radical. Ces dérives sectaires qui défigurent l’islam, Les Éditions de l'Atelier, sorti le 16 janvier 2014, 224 p.  (ISBN 9782708242647).
- 2014 : Ils cherchent le paradis, ils ont trouvé l'enfer, Les éditions de l'atelier, 174p.
- 2015 : Comment sortir de l'emprise "djihadiste" ?, Les éditions de l'atelier, 160p., prix de l'essai L'Express 2015.  (ISBN 978-2-7082-4325-5).
- 2015 : La Vie après Daesh, Les éditions de l'Atelier, 183 p., sortie le 15 octobre 2015.  (ISBN 978-2-7082-4324-8).
- 2016 : Ma meilleure amie s'est fait embrigader, De la Martinière, 229 p., sortie en mars 2016 (prix Gr'Aisne de critique 2018)
- 2017 : Mon Djihad, itinéraire d'un repenti, Éditions Autrement, 225 p, sortie le 4 janvier 2017
- 2018 : Français radicalisés Enquête, ce que révèle l'accompagnement de 1000 jeunes et de leurs familles, Les éditions de l'Atelier,  (ISBN 978-2-7082-4577-8).

### Liens Externes
- Noufissa Charaï, « L’anthropologue française Dounia Bouzar : « Daesh est plus proche du nazisme que des frères musulmans » », sur L'Observateur du Maroc et d'Afrique, 13 novembre 2015